# Hohenemser Literaturpreis
Der Hohenemser Literaturpreis für deutschsprachige Autorinnen und Autoren nichtdeutscher Muttersprache wird seit 2009 zweijährlich in der Stadt Hohenems in Vorarlberg verliehen.
Der Preis wurde von Michael Köhlmeier angeregt. Es wurde ein Hauptpreis von 10.000 Euro und ein Anerkennungspreis von 3.000 Euro vergeben; seit 2017 wurde die Dotierung des Preises auf 7.000 Euro verringert.
Der Literaturpreis wird vom Verein Viertel Forum und dem Kulturreferat der Stadt Hohenems in Zusammenarbeit mit der Lesegesellschaft im Jüdischen Museum Hohenems veranstaltet.

## Preisträger
| Jahr | Hauptpreis                                                                 | Anerkennungspreis                   |
| ---- | -------------------------------------------------------------------------- | ----------------------------------- |
| 2009 | geteilt: Michael Stavarič für Geister und Agnieszka Piwowarska für Oktober | Susanne Gregor für Schwarzer Zucker |
| 2011 | Eleonora Hummel für Eine Handvoll Laub                                     | Sandra Gugić für Astronauten        |
| 2013 | Saša Stanišić für Frau Kranž malt ein Bild von Hier                        | Léda Forgó für Seitenschlag         |
| 2015 | Que Du Luu für Das Fest des ersten Morgens                                 | – – –                               |
| 2017 | Selim Özdoğan für Geschichte ohne Papier                                   | – – –                               |
| 2019 | Karosh Taha für Körpersprache                                              | – – –                               |
| 2021 | Stefan Feinig für The ever-living ghost – a new kind of landscape          | – – –                               |
| 2023 | Bülent Kacan für Wir, Rotköpfe                                             | – – –                               |